# 11584 Ferenczi
11584 Ferenczi eller 1994 PP39 är en asteroid i huvudbältet som upptäcktes den 10 augusti 1994 av den belgiske astronomen Eric W. Elst vid La Silla-observatoriet. Den är uppkallad efter den ungerske neurologen och psykoanalytikern Sándor Ferenczi.
Asteroiden har en diameter på ungefär 6 kilometer och den tillhör asteroidgruppen Eos.